# Piriápolis
Piriápolis è una cittadina balneare dell'Uruguay di circa 10.000 abitanti, fondata dall'italo-uruguayano Francesco Piria.

## Storia
Piriápolis fu fondata nel 1893 da Francesco Piria, prendendo come modello Diano Marina sulla Riviera ligure.
La località divenne subito una zona balneare di successo per gli abitanti di Montevideo. L'imprenditore Piria costruì anche una ferrovia a scartamento ridotto per collegare la capitale con la cittadina appena creata con il suo nome.
Vi eresse negli anni venti un monumentale albergo, battezzato Hotel de los Argentinos, che era all'avanguardia nel turismo mondiale dell'epoca.
Alla sua morte la cittadina e le lotte fra gli eredi ne danneggiarono lo sviluppo e nei decenni successivi la cittadina di Punta del Este finì per sostituire Piriápolis come meta turistico-balneare preferita dagli uruguayani.

## Caratteristiche
Piriápolis si trova sulla costa atlantica dell'Uruguay a circa 100 km ad est di Montevideo e gode di un clima quasi mediterraneo.

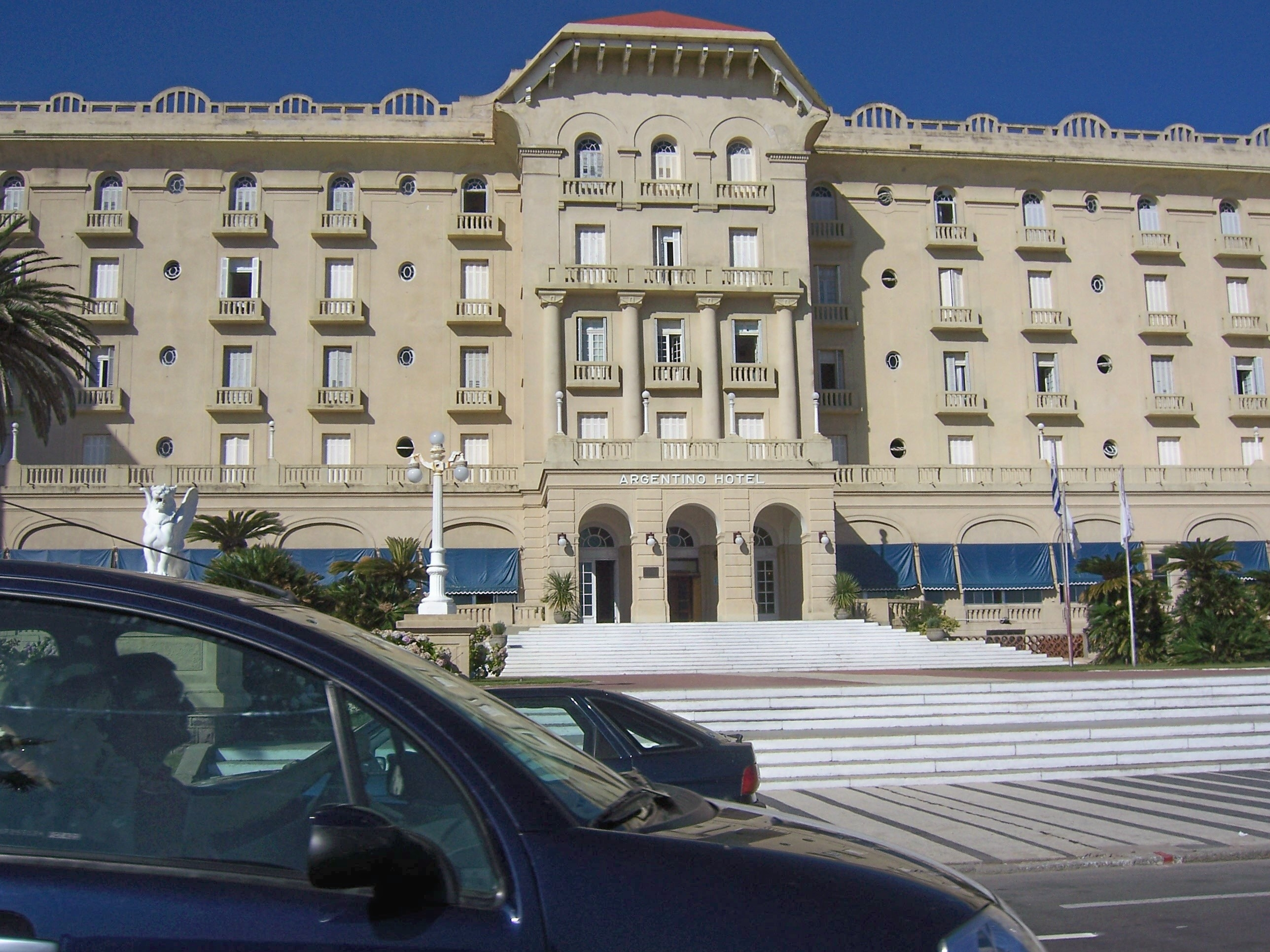
Grand Hotel "Argentino"

La cittadina è centrata intorno al lungomare detto "Rambla" ed al monumentale "Albergo degli Argentini" (con capienza per 1.200 ospiti).
Alle spalle vi sono colline che ricordano la Riviera ligure e che possono essere raggiunte con una seggiovia panoramica.
Una delle maggiori attrazioni turistiche è la casa di Francesco Piria, a forma di castello rinascimentale.
Negli anni settanta Piriápolis fu riscoperta dal jet-set e vi si rifugiarono per molti anni alcuni artisti come Ringo Starr (il batterista dei Beatles).